# BY Большой Медведицы
BY Большой Медведицы (лат. BY Ursae Majoris) — одиночная переменная звезда в созвездии Большой Медведицы на расстоянии (вычисленном из значения параллакса) приблизительно 47064 световых лет (около 14430 парсеков) от Солнца. Видимая звёздная величина звезды — от +17m до +15,7m.

## Характеристики
BY Большой Медведицы — пульсирующая переменная звезда типа RR Лиры (RR).